# Lethal Weapons
Lethal Weapons (titulado Arma letal en España y Arma mortal en Hispanoamérica) es el séptimo episodio de la tercera temporada de la serie Padre de familia emitido el 22 de agosto de 2001 en FOX.
El episodio está dirigido por Chris Sheridan y dirigido por Brian Hogan.

## Argumento
La tranquilidad en Quahog se ve alterada cuando varios turistas neoyorquinos llegan a la ciudad para contemplar el cambio de color de las hojas.
Lois en cambio, empieza a estar harta de que su marido la desautorice delante de sus hijos después de que estos empezaran a discutir. Mientras, acepta la invitación de Bonnie y se apunta a unas clases de Tae Jitsu en donde en poco tiempo se hace con el cinturón negro. Por otro lado, Peter empieza a cansarse de los "hojeros" y trata de expulsar a uno de su propiedad, sin embargo acaban llegando a las manos y Lois acude a socorrer a un Peter indefenso. Tras pensar en el incidente, Lois pretende dejar las clases, no obstante, su marido decide usarla para expulsar a los neoyorquinos. Tales hazañas de la mujer consiguen que cada vez se vuelva más agresiva hasta tal punto de pelear con su sen-sei, al que deja KO. Esa misma noche, Lois sigue celebrando la victoria y viola a Peter, el cual está demasiado aterrado para negarse. 
A la mañana siguiente, Peter se siente emasculado por lo de anoche y tras pedir consuelo a Brian, recibe un golpe en la cabeza con un bate por parte de Stewie por comerse sus galletas. Lois al ver la escena no duda en culparse a sí misma por traer la violencia a la casa y decide llevarse a Stewie a un psicólogo infantil, el cual al ver a Peter y a Lois discutir, llega a la conclusión de que la razón por la que Stewie sea violento, se debe a que hay demasiada tensión entre los progenitores y les manda realizar unos ejercicios para mantener controlada la ira.
Sin embargo, la terapia está a punto de dar al traste cuando Peter y Lois amenazan con pelearse hasta que Brian les ofrece unas drogas que resultan ser placebos para tranquilizarse. Al final, tras un momento de violencia verbal, ambos llegan a las manos. El acto de los progenitores arrastra también a Chris y Stewie quienes no dudan en pelearse con Meg y Brian respectivamente hasta que Lois le pega en la cabeza con un cuadro de un caballo y se dan cuenta del ridículo que están haciendo por la pelea hasta que Stewie agrede a su madre con una silla y vuelven a empezar.
Una vez exhaustos, los Griffin aparecen completamente heridos y no dudan en echar la culpa a la tele por los contenidos violentos que emiten. Peter, por su parte arremete contra la cadena por emitir este tipo de contenidos y sugiere que el gobierno haga algo, no obstante, Lois empieza a inquietarse por los comentarios de Peter y le pide que no diga nada malo contra el canal aunque Peter no parece temer que les recorten el presupuesto. No obstante, la cadena, al darse por aludida recorta el presupuesto en guion gráfico y Peter camina a la cocina una transición muy lenta de fotogramas.